# ファニーテニス
ファニーテニス（英語: Funny Tennis）は、2015年名古屋発祥のニュースポーツ。テニスから派生した球技の1つである。
2対2（ダブルス）で、プレーヤーがネット越しにラケットを使ってスポンジボールを打ち合い、得点を競う。
生涯スポーツということもあり、年齢、性別、身体的個性を問わず広く親しめるニュースポーツ。
「フットワーク・瞬発性・心理戦」の3要素が揃ったスポーツで、身体と頭を使う競技が魅力とされている。

## 特徴
- ファニーテニス[1]は、2015年に老若男女誰でも楽しめるスポーツとして、草野哲司によって考案された日本の愛知県名古屋市発祥のスポーツ。[2]
- ファニーテニス[1]は、バドミントンコートと同サイズのコートを使用し、ラケットはジュニア用ラケット、ボールはスポンジボールを使用する。
- テニスやソフトテニスに比べ、ラケットが軽く[3]ボールは大きく[4]コートが小さい[5]ため、初心者でもすぐに楽しめるのが特徴。
- ラケットが軽く[3]ボールは少し重たいため、スポンジボールとは思えないほどしっかりとした打球感を感じられる。上級者ともなると打球は速く体感速度は相当なものになる。
- コートが小さく相手との距離が近く打球も速いため、フットワークと瞬発性が重要となる。
- 上級者となると技術プラス心理戦になり、対戦相手との駆け引き、ペアとのコンビネーションなどの要素が大きくなる。
- ボレーやスマッシュは、威力は強いがボールが弾むためフォローする（ボールを返す）ことができる。

## 歴史

### 「ファニーテニスの誕生」
- ファニーテニス[1]は、2015年に草野哲司（熊本県上益城郡矢部町生まれ宮崎県都城市出身）が愛知県名古屋市において、テニスをもっと手軽に生涯スポーツとして長く続けられるようにと考案した。
- 2015年に日本ファニーテニス協会[1]を発足し、同年に名古屋市で第1回全日本ファニーテニス選手権大会[6]が開催された。2017年には第1回ファニーテニスジャパンカップ[7]、2018年にはJFTAクラブカップ（団体戦）[8]が開催された。
- ファニーという競技名の由来は、考案者の草野哲司が「変わったスポーツ、笑いのあるおもしろいスポーツにしたい」という思いからファニーテニス[1]と名付けた。

### 「ファニーテニスの変遷」
- 愛知県名古屋市北区に拠点を置く本部チームを中心に、2017年愛知県岡崎市に「ファニーテニス岡崎」、同年名古屋市北区に「Girls' Funny Tennis Club」、2018年名古屋市熱田区に「ふぁに蔵（ふぁにぞう）」、2019年名古屋市名東区に「ファニートラップ」と加盟団体を増やしていったが、パンデミックなどの影響で現在は名古屋市北区に拠点を置く本部のみが活動している。[9]
- 加盟団体の「ファニーテニス岡崎」、「ふぁに蔵（ふぁにぞう）」は、女性が代表を務めていたところから見ても女性にも親しみやすいスポーツということがうかがえる。

## ルール

### 「試合の形式」
- 2対2で行うダブルスを基本とする。

### 「試合の進行」
- 試合が始まる前に、選択権をトス[10]（ジャンケン）によって決める。トスに勝った方が先にサービスかレシーブ、またはコートのどちらを選択できる、負けた方は残りから選択できる。
- サーバー、レシーバーは1ゲーム終わるごとにローテーションを行う。
- 奇数ゲーム終了時にコートチェンジを行う。

### 「試合の勝敗」
- サーブを打ってゲームが始まる（サーブは1回のみ）。
- サーブを打つ人はベースラインの外から、相手コートの対角線上サービスエリア内にバウンドするようボールを打ちます。
- サーブ後は、どちらかがポイントを取るまで打ち合います。
- 試合は、4ゲーム先取の7ゲームマッチ、または3ゲーム先取の5ゲームマッチ。1ゲーム4ポイント先取した方が1ゲームを獲得。ただし3-3になった場合はデュースとなり、以降どちらかが2ポイント差をつけるまで行われる。

### 「サーブ」
- サーブを打つ人は、両足または片足が必ず床についていないといけない。[11]

- サーブを打つまで、レシーバー以外の人はコートに入ってはいけない。[12]

### 「インプレーでの失ポイント」

#### サーブによりラケットからボールが離れた瞬間からインプレーとし、以下の場合は相手側のポイントとなる。
- サービスがサービスエリア内に入らなかったとき
- 返球したボールが相手側のコートに入らなかったとき
- 返球したボールが直接ネットを越えて相手側に返球することができなかったとき
- ボールが直接審判（主審・副審・線審）あるいは設置物に当たったとき
- 返球されたボールをツーバウンドする前に返球できなかったとき
- 2打以上で相手側に返球したとき
- プレーヤーのラケット・身体・着衣あるいは持ち物がネットに触れたとき
- プレーヤーの身体・着衣あるいは持ち物がボールに触れたとき
- プレーヤーのラケット・身体・着衣あるいは持ち物が、ネットを越えて相手側のエリア内に入ったとき
- プレーヤーが打球しようとしている相手側のプレーを妨害したとき
- いかなる場合でも、ネットを越えて打球したとき
- サービスされたボールをノーバウンドで打ったとき

## 用具・施設

### 「ラケット」
- ジュニア用テニスラケット21インチを使用する
- ヘッド部の長さは、30センチ～35センチ以内
- グリップの長さは、15センチ～20センチ以内
- 全体の長さは、55センチ以内のものとする

### 「ボール」
- スポンジボールを使用する
- 色は原則として黄色
- 直径は9センチ、重さは40グラム

### 「コート」
- バドミントンコートと同じ広さ
- 奥行きは、13.4メートル
- 幅は、6.1メートル（ダブルスコート）

### 「ネット」
- ネットの高さは、ネットポストの部分で1メートル、中央部で95センチ

## ファニーテニス用語
ポイント
得点の最小単位。
セット（セットカウント）
ゲーム数が集まった単位。
デュース
ポイントのスコアが、3ポイント-3ポイントになった状態のこと。デュースになったら、2ポイントの差がつくまでゲームを続ける。スコアには「D（デュース）」と表示される。
アドバンテージ
デュースの後、どちらかのペア（選手）が1ポイントリードしていること。スコアには「A（アドバンテージ）」と表示される。
クロス（正クロス、正クロ）
コート右側対角線のこと。順クロスともいう。
逆クロス（逆クロ）
コート左側対角線のこと。
センター（ミドル）
コートのセンターマークからセンターサービスラインのコースのこと。
ストレート
サイドラインの平行線のコースのこと。
ベースライン
コートの縦の長さを決めるライン。ネットから平行に一番離れたライン。
サービスライン
サーブを入れる枠の縦の長さを決めるライン。
グリップ
ラケットの握る部分のこと。
ウエスタングリップ
地面と水平に置いたラケットを真上から握って持ち上げた握り方のこと。ファニーテニスの標準的なグリップの握りになる。（基本的には片面で打つのが特徴）
イースタングリップ
ラケットのフェイス（ガット面）を地面と直角になるようにし、握手するように握る握り方のこと。（両面を使って打つのが特徴）
コンチネンタルグリップ
ラケットのエッジ（側面フレーム）を刃に見立てた、いわゆる包丁握りのこと。サービス、スマッシュ、ボレーなどに多用できる。（ラケットのエッジを縦向きや横向きの方向に動かしやすいのが特徴）
前衛
ネット際でプレーする、ボレーやスマッシュなど攻撃的なプレーヤーのこと。
後衛
ベースライン付近でプレーする、ストロークを中心としたプレーヤーのこと。
ネットプレー
主に前衛がネット際でおこなうプレーの総称のこと。
ショット
ボールを打つこと、またはその打球のこと。
ストローク
ワンバウンドでボールを打つこと。フォアハンドストロークとバックハンドストロークがある。
トップストローク（トップ、トップ打ち）
肩の高さあるいはその上で打つストロークのこと。
サイドストローク（サイド打ち）
腰くらいの高さで打つストロークのこと。
アンダーストローク（アンダー、アンダー打ち）
膝から下で打つストロークのこと。
ラウジングストローク
ワンバウンドしたボールが上がりきる前に打つストロークのこと。
しぼる
コート内にワンバンドさせ、ツーバウンド目がコート外に出るように打つこと。
引っ張る、流す
相手が打ってきたボールに角度をつけて打ち返すこと。
パッシング（サイド抜き）
相手前衛の横（後衛がいない側）を抜くこと。ストレートを抜くことを、ストレートパッシング。クロスを抜くことを、クロスパッシング。
アタック（前衛アタック）
目の前の相手前衛を狙って打つこと。
シュート（シュートボール）
コート地面とほぼ平行で、ネットすれすれの高さの打球のこと。
ロブ（ロビング）
相手の頭上を抜いたり展開を変えたり、時間を作るためなどの目的でボールを高く打ち上げること。
中ロブ
ロブとシュートの中間の打球のこと。
ドライブ（ドライブボール）
トップスピン（順回転）をかけるボール。下に落ちるボールのこと。
フラット
ほぼボールに回転をかけず強打するボールのこと。
切る（カット、スピン）
ボールに回転をかけること。
ツイスト
短く鋭角に打つボールのこと。ドロップショットの一種。
乱打
ストロークでボールを打ち合う練習のこと。
ラリー
ボールの打ち合いが続いている状態のこと。
ボレー
ノーバウンドで直接ボールを打つこと。
ハイボレー
ノーバウンドで高い打点で直接ボールを打つこと。
ローボレー
ノーバウンドで低い打点で直接ボールを打つこと。
ボレーボレー（ボレボレ）
プレーヤーの両方がボレーでプレーすること。
スマッシュ
上や横、斜めから叩き込むように強くボールを打つこと。
エース
サーブまたはリターンのとき、相手のラケットにボールを触れさせずにポイントを取ること。
サービスのときは、サービスエース。リターンのときは、リターンエース。
サービス
プレーをはじめるにあたっての第一打。ボールを空中に離し、そのボールをラケットで打つこと。
フォルト
サーブをミスすることをフォルトといい相手のポイントとなること。
レット
サービスがネットに当たりサービスコートに入った場合、もう一度サービスをやり直すこと。
フラットサービス
回転をかけずに打ち込むサービスのこと。
スライスサービス
ボールに右回転をあたえて打つサービスのこと。
リバースサービス
ボールに左回転をあたえて打つサービスのこと。
カットサービス
ボールに鋭角にラケットフェイスを当て、切る（カットする）ように打つサービスのこと。
レシーブ
サーブの返球。サービスされたボールを打ち返すこと。
リターン
サーブを打ち返すこと。
コース
ボールの進路、ボールの飛ぶ方向のこと。
ポーチ
前衛が、移動して自分のパートナーの方へ打たれたボールをボレーする攻撃的な動作のこと。
モーション
プレーヤーの身振り、動作のこと。
フェイント
相手をあざむいたり、惑わせるためにする動作のこと。
ウォッチ
相手の打球をアウトとみなし打たずに見逃す行為、ジャッジする。
フォーメーション
ダブルスの陣形のこと。（雁行陣・がんこうじん、並行陣・へいこうじん、ダブルフォワードなど）
フォロー
打球に食らいついていくこと。相手のエースボールを拾ったり、受け返したりすること。
フォロースルー
ラケットにボールが当たってからの流れる動作のこと。
インパクト
ラケットにボールがあたる瞬間のこと。
チャレンジ（チャレンジシステム）
選手が審判に対して、判定のやり直しを求めるシステム。

## 主な大会
- 全日本ファニーテニス選手権大会[6]
- ファニーテニスジャパンカップ[7]
- JFTAクラブカップ（団体戦）[8]